# Pływanie na Letnich Igrzyskach Olimpijskich 2020 – 400 m stylem zmiennym mężczyzn
400 m stylem zmiennym mężczyzn – jedna z konkurencji pływackich, które odbyły się podczas XXXII Igrzysk Olimpijskich w Tokio. Eliminacje miały miejsce 24 lipca, a finał konkurencji 25 lipca 2021 roku.

## Terminarz
Wszystkie godziny podane są w czasie japońskim (UTC+09:00) oraz polskim (CEST).
| Data          | Godzina rozpoczęcia | Godzina rozpoczęcia |            |
| Data          | UTC+09:00           | CEST                |            |
| ------------- | ------------------- | ------------------- | ---------- |
| 24 lipca 2021 | 19:02               | 12:02               | Eliminacje |
| 25 lipca 2021 | 10:30               | 3:30                | Finał      |

## Rekordy
Przed zawodami rekord świata i rekord olimpijski wyglądały następująco:
| Rekord            | Zawodnik       | Czas    | Miejsce | Data             |
| ----------------- | -------------- | ------- | ------- | ---------------- |
| Rekord świata     | Michael Phelps | 4:03,84 | Pekin   | 10 sierpnia 2008 |
| Rekord olimpijski | Michael Phelps | 4:03,84 | Pekin   | 10 sierpnia 2008 |

## Wyniki

### Eliminacje
| Miejsce | Wyścig | Tor | Zawodnik              | Państwo           | Czas    | Uwagi |
| ------- | ------ | --- | --------------------- | ----------------- | ------- | ----- |
| 1.      | 4      | 6   | Brendon Smith         | Australia         | 4:09,26 | Q,    |
| 2.      | 3      | 3   | Lewis Clareburt       | Nowa Zelandia     | 4:09,49 | Q,    |
| 3.      | 3      | 4   | Chase Kalisz          | Stany Zjednoczone | 4:09,65 | Q     |
| 4.      | 3      | 5   | Dávid Verrasztó       | Węgry             | 4:09,80 | Q     |
| 5.      | 4      | 2   | Alberto Razzetti      | Włochy            | 4:09,91 | Q     |
| 6.      | 4      | 5   | Jay Litherland        | Stany Zjednoczone | 4:09,91 | Q     |
| 7.      | 4      | 3   | Léon Marchand         | Francja           | 4:10,09 | Q     |
| 8.      | 3      | 6   | Max Litchfield        | Wielka Brytania   | 4:10,20 | Q     |
| 9.      | 4      | 4   | Daiya Seto            | Japonia           | 4:10,52 |       |
| 10.     | 4      | 7   | Wang Shun             | Chiny             | 4:10,63 |       |
| 11.     | 3      | 2   | Yuki Ikari            | Japonia           | 4:12,08 |       |
| 12.     | 4      | 1   | Jacob Heidtmann       | Niemcy            | 4:12,09 |       |
| 13.     | 3      | 1   | Péter Bernek          | Węgry             | 4:12,38 |       |
| 14.     | 3      | 7   | Apostolos Papastamos  | Grecja            | 4:12,50 |       |
| 15.     | 2      | 4   | Joan Lluís Pons       | Hiszpania         | 4:12,67 |       |
| 16.     | 2      | 6   | Se-Bom Lee            | Australia         | 4:15,76 |       |
| 17.     | 2      | 5   | Arjan Knipping        | Holandia          | 4:15,83 |       |
| 18.     | 2      | 2   | Maxim Stupin          | ROC               | 4:16,21 |       |
| 19.     | 4      | 8   | Pier Andrea Matteazzi | Włochy            | 4:16,31 |       |
| 20.     | 1      | 5   | José Paulo Lopes      | Portugalia        | 4:16,52 |       |
| 21.     | 3      | 8   | Brodie Williams       | Wielka Brytania   | 4:17,27 |       |
| 22.     | 2      | 8   | Jarod Arroyo          | Portoryko         | 4:17,46 |       |
| 23.     | 2      | 7   | Richard Nagy          | Słowacja          | 4:18,29 |       |
| 24.     | 1      | 4   | Tomas Peribonio       | Ekwador           | 4:18,73 |       |
| 25.     | 2      | 1   | Wang Hsing-hao        | Chińskie Tajpej   | 4:19,06 |       |
| 26.     | 2      | 3   | Maksym Shemberev      | Azerbejdżan       | 4:19,40 |       |
| 27.     | 1      | 3   | Ron Polonsky          | Izrael            | 4:21,50 |       |
| 28.     | 1      | 6   | Christoph Meier       | Liechtenstein     | 4:25,17 |       |
| 29.     | 1      | 2   | Luis Vega             | Kuba              | 4:27,65 |       |

### Finał
| Miejsce | Tor | Zawodnik         | Państwo           | Czas    | Uwagi |
| ------- | --- | ---------------- | ----------------- | ------- | ----- |
| 1 !     | 3   | Chase Kalisz     | Stany Zjednoczone | 4:09,42 |       |
| 2 !     | 7   | Jay Litherland   | Stany Zjednoczone | 4:10,28 |       |
| 3 !     | 4   | Brendon Smith    | Australia         | 4:10,38 |       |
| 4.      | 6   | Dávid Verrasztó  | Węgry             | 4:10,59 |       |
| 4.      | 8   | Max Litchfield   | Wielka Brytania   | 4:10,59 |       |
| 6.      | 1   | Léon Marchand    | Francja           | 4:11,16 |       |
| 7.      | 5   | Lewis Clareburt  | Nowa Zelandia     | 4:11,22 |       |
| 8.      | 2   | Alberto Razzetti | Włochy            | 4:11,32 |       |